# Stactobia fidelis
Stactobia fidelis är en nattsländeart som beskrevs av Wells 1982. Stactobia fidelis ingår i släktet Stactobia och familjen smånattsländor. Inga underarter finns listade i Catalogue of Life.